# Dartmouth Point
Dartmouth Point är en udde i Sydgeorgien och Sydsandwichöarna (Storbritannien). Den ligger i den nordvästra delen av Sydgeorgien och Sydsandwichöarna.
Terrängen inåt land är varierad. Havet är nära Dartmouth Point åt nordost.  Trakten runt Dartmouth Point är nära nog obefolkad, med mindre än två invånare per kvadratkilometer.